# Sláine
Pour le jeu vidéo adapté de cette bande dessinée, voir Sláine (jeu vidéo).
 (septembre 2019).
Si vous disposez d'ouvrages ou d'articles de référence ou si vous connaissez des sites web de qualité traitant du thème abordé ici, merci de compléter l'article en donnant les références utiles à sa vérifiabilité et en les liant à la section « Notes et références ».
Sláine est un personnage de bande dessinée créé par le scénariste Pat Mills et illustré notamment par Angela Kincaid (en), Massimo Belardinelli et Mike McMahon. Le personnage de fiction apparaît dans la série Sláine, publiée depuis 1983 par le magazine britannique 2000 AD.
Depuis 1989, certaines des aventures du personnage sont regroupées en recueils (notamment illustrés par Simon Bisley) ; seuls ces albums ont été traduits en français.

## Synopsis

### Tomes 1 à 4
Sláine est devenu le roi de sa tribu, mais les seigneurs drunes et les Fomors veulent envahir ses terres et celles des trois autres tribus encore libres. Sláine décide de réunir les quatre trésors de ces tribus : le chaudron d’abondance qui nourrit quiconque s'en approche (qu'il possède déjà), l’épée lunaire qui traverse tous les métaux, la lance de Lug assoiffée de sang, et la pierre du destin qui crie quand le véritable dieu cornu se tient sur son sommet. Une fois réunis, ces trésors sont censés symboliser l'union des quatre tribus sous un même chef, le haut roi ou Ard ri, avec la bénédiction de la Déesse. Ce chef devient alors le dieu cornu. Sláine espère que les tribus ainsi réunies sous ce chef vaincront les envahisseurs ; il espère aussi être ce chef.
Il a encore un autre but en faisant cela : rétablir l’âge d’or qui existait il y a 200 000 ans jusqu’à ce que Slough Feg devienne le dieu cornu et corrompe les valeurs de ce dieu. Cet âge d'or était celui de la Déesse, le monde était régi par le dieu cornu et les sorcières adoratrices de la Déesse, et chacun vivait bien. Mais les tribus libres voyaient d’un mauvais œil le dieu cornu : il est vénéré par leurs ennemis, qui le perçoivent comme un démon, alors qu’il est bénéfique et que les drunes ont perverti son image.

### Tomes 5 et 6
Sláine est envoyé dans l'île de Bretagne du Ier siècle apr. J.-C. par la Déesse, pour aider la reine Boudicca à vaincre l’envahisseur romain, secondé par le démon Elfric.

### Tomes 7 et 8
Sláine est envoyé dans l’Angleterre d’après le règne de Guillaume le Conquérant par la Déesse, pour aider les derniers païens d’Angleterre à se défendre contre des seigneurs et des ecclésiastes vouant secrètement un culte à un dieu obscur et ayant juré de faire souffrir atrocement tout le peuple de l’Angleterre, païens et chrétiens compris.

### Tomes 9 et 10
Sláine est envoyé par la Déesse dans l'île de Bretagne au moment des invasions saxonnes. Il doit rassembler avant les Saxons les trésors de la Bretagne afin de redonner vie au roi Arthur (qui repose à Avallon), pour que ce roi une fois revenu puisse rétablir la paix dans le royaume de Bretagne (et non pas pour chasser l’envahisseur). Les dieux de Cythraul (en) cherchent quant à eux à empêcher le retour d’Arthur. Cette saga fait intervenir différents éléments du cycle arthurien, notamment les plus connus : Merlin l’enchanteur et la fée Morgane.

### Tome 11
Sláine est envoyé par la Déesse en Écosse au treizième siècle pour aider William Wallace à repousser les Anglais. Comme dans tous les précédents tomes, excepté les quatre premiers, les dieux obscurs ont quelque chose à voir dedans.

### LaGeste des Invasions
D’autres albums sont sortis plus récemment, s’écartant un peu de la trame de ceux exposés ci-dessus. Ils sont publiés en anglais par Rebellion, à partir d’histoires parues dans 2000 AD, tout comme les albums précédents. Ils sont publiés en français par les éditions Nickel. Le titre original de la série est The Books of Invasions, qui renvoie donc directement au Lebor Gabála Érenn, le livre des invasions de l’Irlande.
L’histoire se déroule dans l’antique Irlande d’où est issu Sláine, pas longtemps après la fin du tome 4. Sláine est revenu à cette époque après ses pérégrinations temporelles, sans doute par la volonté de la Déesse. Les Fomors ont asservi les Atlantes et avec leur aide, ils tentent de conquérir l’Irlande. Ils ont aussi tué Niam. Sláine doit donc venger Niam et vaincre les Fomors. Il semblerait que des Égyptiens jouent un rôle dans cette saga, en la personne de leur reine Scota et de sa suite (la reine Scota est une reine égyptienne de la mythologie celtique irlandaise). Dans cette saga, le dessinateur Clint Langley mêle dessins, photos et images de synthèse.

## Personnages
- Sláine (Sláine mac Roth) : Sláine est un nom revenant souvent dans la mythologie celtique irlandaise. Le premier haut-roi mythique de l’Irlande s’appelait Sláine mac Dela ; ce nom peut se traduire par « la pleine bonne santé ». L'auteur s'est très largement inspiré des héros irlandais Sláine mac Dela et Cúchulainn pour créer le personnage. Par exemple, Sláine et Cúchulainn sont de grands guerriers et tous deux sont capables d'une furie meurtrière, ou « spasme de furie ».
Sláine, Mac Roth de son nom, est le héros, il appartient à la plus haute caste de guerriers de sa tribu, il possède une hache fétiche (mord-cervelle) qu’il utilise tout au long de ses aventures. À 16 ans, il entre dans la cabane où est retenue captive la promise du roi (Niamh) et lui fait l’amour. Apprenant cela, le roi en prend ombrage et condamne Sláine à l’exil. Niamh considère alors que Sláine l’a abandonnée et lui en veut terriblement. De leur amour est né un fils, Kai. Au cours de cet exil il parcourt l’Europe de l’Ouest et découvre les dangers qui menacent les tribus encore libres. Son exil est ponctué de moult péripéties : il tue à tour de bras, la Déesse l’envoie en l’an 1014 aider les Irlandais à vaincre les Vikings à la bataille de Clontarf, il délivre une jeune fille nommée Medb qui allait être sacrifiée à Crom Cruach, il rencontre un nain du nom d'Ukko[2], qui deviendra son faire valoir dans toutes ses aventures. Il dérobe à un seigneur drune le chaudron d’abondance qui nourrit quiconque s’en approche. Après six ans d’exil, il retourne dans sa tribu où il devient roi, en grande partie grâce au fait qu’il ramène le chaudron d’abondance[3]. Tout comme Sláine mac Dela sur ses frères (autres rois de l'Irlande), Sláine Mac Roth en prenant le titre de « Dieu cornu » a autorité sur les autres chefs de tribu. On notera toutefois que Mac Roth est présenté comme Sessair (et non lié aux Fir Bolg ou Nemediens comme Mac Dela). Le nom de cette tribu, composante des Tuatha Dé Danann fait référence au peuple des Cesair du Lebor Gabála Érenn.
- Ukko : Compagnon de Sláine, il est aussi le chroniqueur de sa saga. Perfide, pervers, cupide et idiot, il est pour autant un personnage incontournable de la saga originelle. Porté sur les descriptions scabreuses et l'assimilation de la saga de Sláine à une suite de boucherie et de violence sauvage, il incarne par son caractère un aspect plus léger et humoristique de l'histoire.
- La Déesse : Dana, ou Danu, la déesse mère, la déesse Terre, la déesse de la guerre, elle se décline en trois avatars : la vieille sorcière, la femme mûre et la jeune fille en fleur. Elle est l’incarnation de la féminité et de la fertilité, mais aussi de la nature destructrice. Elle a le pouvoir de faire rentrer les guerriers dans une fureur telle que leurs corps se déforment et deviennent grotesques mais très meurtriers. Sláine a le pouvoir d’en appeler à la Déesse pour rentrer dans un « spasme de furie », mais elle ne l'écoute pas toujours. Elle est la clef de voûte de la cosmogonie du monde de Sláine.
- Mebd Mahem  : Femme celte adoratrice de Slough Feg, elle est sauvée par Sláine bien malgré elle au début de la saga, alors qu'elle devait être sacrifiée par le feu dans un géant d'osier. Par ses talents de sorcière et de séductrice, elle sème la zizanie au sein des tribus de la déesse afin de faciliter la tâche des seigneurs Drunes. Elle s'oppose constamment au projet de Sláine, considérant que l'âge des sorcières ne reviendra qu'avec la destruction de tout ce qu'ont construit les hommes.
- Le dieu cornu : Cernunnos, le seigneur des bêtes, est l’incarnation de la virilité. Est appelé à régner celui qui possède ses caractéristiques : c’est un homme, fort et en bonne santé, il est raisonnable mais sait être meurtrier quand il le faut. Le dieu cornu porte des bois de cerfs et il est l’amant de la Déesse, car il faut plaire à la Déesse pour pouvoir régner sur elle, vu qu’elle est la Terre. L’homme devenu le dieu cornu s’oppose aux héros du Soleil qui eux sont violents et bornés, qui règnent aussi mais déplaisent à la Déesse.
- Cathbad : il est le druide dans la tribu de Sláine. Il intronise et conseille les rois, c'est aussi lui qui met rituellement à mort les rois à la fin de leurs sept ans de règne. Personnage suspicieux et moralisateur, rappelant souvent Sláine à l'ordre sur ses décisions et leur conformité avec les traditions druidiques, il incarne la norme du monde, celle que Sláine veut faire disparaître, pour rétablir le royaume du plaisir et l'âge des sorcières.
- Les seigneurs drunes et leur chef : ce sont eux les antagonistes de l'histoire. Leur chef est Slough Feg, le seigneur étrange. Slough Feg fut le dernier dieu cornu en date, mais au lieu de se suicider au bout de sept ans et de laisser la place aux jeunes, il préféra rester, et depuis maintenant 20 000 ans il se décompose et agit contre la Déesse. Lui et ses seigneurs sont maintenant les anti-Cernunnos : ils vénèrent la mort, la destruction et la putréfaction. Ils règnent sur la majeure partie de l’Europe de l’Ouest, et veulent conquérir les quatre tribus libres du nord, dont celle de Sláine, en Ériu (l’Irlande). Les Drunes représentent une variante de l'adoration de la déesse, comme les druides, mais d'une façon plus portée à la souffrance et la destruction.
- Fomors (dits aussi Fomoriens ou Fomoires) : peuple des démons des mers, mené par Balor au « MalŒil », ils rançonnent la tribu de Sláine. Laids et difformes, ils vivent au nord d’Eriu, en Lochlan ; ils ont le sang froid, symbole de frigidité, en opposition aux Celtes qui ont eux le sang chaud. Alliés des Drunes, ils envahissent Tir Nan Og par le Nord tandis que les seigneurs Drunes montent vers le nord depuis Carnac.
- Les dieux obscurs : encore d’autres antagonistes, vivant dans le monde de Cythraul, ils se nourrissent de la souffrance des humains.
- Crom Cruach : le ver du temps, allié des dieux obscurs, dans les combats et les sacrifices mauvais (car même les « gentils » font des sacrifices, comme celui de leur roi au bout de sept ans, ou celui du dernier arrivé sur le champ de bataille). Il absorbe les âmes des défunts et les emmène à Cythraul.
- Les Vikings : ils sont semblables aux Celtes mais leurs dieux sont différents, ils vivent plus au nord et sont leurs ennemis. Totalement absents du cycle original de Sláine, celui du Dieu cornu.

## Lieux

### Toile de fond
L'action se déroule initialement en Europe de l'Ouest, plus particulièrement dans une Irlande d'il y a 12 000 ans totalement revue et corrigée par l’auteur. Le scénariste Pat Mills utilise des éléments de la mythologie celtique comme influence principale et d'autres (telles que la mythologie nordique) comme influences secondaires ; ainsi que des événements historiques, préhistoriques et climatiques avérés pour construire le monde dans lequel se déroule l’action. On peut toutefois noter qu'il adapte les mythes celtes, notamment en les interprétant au travers du prisme d'un christianisme du Moyen Âge, mais seulement dans le but de les modeler pour les intégrer à son récit : son univers est païen et non moralisateur.

### Tír na nÓg
Littéralement « la terre des jeunes », Tír na nÓg est le monde dans lequel vit Sláine, c’est l’Europe de l’Ouest avant la fonte des glaces de la dernière glaciation, l’Irlande et la Grande-Bretagne étaient donc rattachées au continent par de la toundra. Ce monde s’appelle terre des jeunes car on n’y vit pas vieux. Dans la mythologie celtique, c'est l’un des noms du « sidh ».

### Les El mondes
C’est juste l’Au-delà, on y trouve Cythraul, la Déesse, les limbes par lesquelles transitent les morts. On peut y accéder en entrant dans le chaudron d’abondance.

## Auteurs
Les aventures de Sláine ont été dessinées par différents auteurs tels qu’Angela Kincaid (la première femme de Pat Mills), Mike McMahon, Massimo Belardinelli, Glenn Fabry, Simon Bisley, Clint Langley, Greg Staples, Dermot Power, ou encore Nick Percival. Pat Mills en est le scénariste attitré depuis l'origine.
La particularité des albums traduits est qu'ils sont en couleurs directes.

## Albums

### Version française
- 1 Le Dieu cornu, octobre 1989
Scénario : Pat Mills - Dessin et couleurs : Simon Bisley
- 2 Les Armes sacrées, février 1990
Scénario : Pat Mills - Dessin et couleurs : Simon Bisley
- 3 Le Roi des celtes, septembre 1990
Scénario : Pat Mills - Dessin et couleurs : Simon Bisley
- 4 La Déesse blanche, novembre 1990
Scénario : Pat Mills - Dessin et couleurs : Simon Bisley
- 5 Tueur de démon, juin 1994
Scénario : Pat Mills - Dessin et couleurs : Glenn Fabry, Dermot Power
- 6 La Reine des sorcières, juin 1995
Scénario : Pat Mills - Dessin et couleurs : Dermot Power
- 7 Le Nom de l’épée, mars 1996
Scénario : Pat Mills - Dessin et couleurs : Greg Staples
- 8 Le Seigneur du chaos, octobre 1997
Scénario : Pat Mills - Dessin et couleurs : Clint Langley
- 9 Le Trésor des anglais, novembre 1997
Scénario : Pat Mills - Dessin et couleurs : Dermot Power
- 10 Le Trésor des anglais (suite), janvier 1998
Scénario : Pat Mills - Dessin et couleurs : Dermot Power
- 11 Le Roi de cœur, juin 1998
Scénario : Pat Mills - Dessin et couleurs : Nick Percival
- L'Aube du Guerrier, mars 2019
Scénario : Pat Mills - Dessin et couleurs : Angela Kincaid, Massimo Belardinelli, Mike McMahon

Rééditions
- Le Dieu cornu (novembre 2010) : intégrale des tomes 1 à 4
- Tueur de démon (juillet 2011) : intégrale des tomes 5 à 6

### Gestes des invasions
Cette série dérivée est écrite par Pat Mills et dessinée par Clint Langley.
- Geste des invasions T.1 (mai 2010)
- Geste des invasions T.2 (août 2010)
- Geste des invasions T.3 (janvier 2011)

### Éditeurs
- IPC Media : version originale (Royaume-Uni)
- Zenda : tomes 1 à 4 (première édition des tomes 1 à 4)
- Glénat (collection « Zenda ») : tomes 1 à 7 (première édition des tomes 5 à 7)
- Soleil : tomes 8 à 11 (première édition des tomes 8 à 11)
- Nickel : Geste des invasions tomes 1 à 3 (première édition des tomes 1 3)
- Nickel : intégrales
- Delirium : L'Aube du Guerrier

## Problèmes de traduction
La version originale de Sláine est en anglais. Que ce soit en bande dessinée ou au cinéma, la traduction pose parfois problème. En voici quelques exemples.
Le troisième tome, King of Kings, a été traduit en français par Le Roi des Celtes. Le titre anglais renvoie au concept répandu de « roi des rois », que l'on retrouve notamment chez les Hébreux, les Perses, les Indiens, etc. Le roi des rois se distingue des autres du fait qu'il est plus puissant, qu'il a un territoire plus vaste et qu'il est sûr d'être légitime. Or Le Roi des Celtes ne renvoie à rien, d'autant que dans l'album Sláine n'est pas le roi des Celtes, mais de quatre tribus celtes.
L'avant-dernière saga se nomme Le Trésor des Anglais, ce qui est une erreur de traduction ; le titre original étant Treasures of Britain, il aurait donc fallu traduire Le Trésor des Bretons ou des Britons. Les Anglais étaient en l'occurrence les envahisseurs. Historiquement vers le VIe siècle, les tribus germaniques saxonnes, angles et jutes ont envahi l'île de Bretagne, et c'est sur ce fait que s'est construite la légende du roi Arthur.
La hache fétiche de Sláine le suit dans toutes ses aventures. Quand il l'utilise, il annonce souvent : « kiss my axe », ce qui signifie « embrasse ma hache », un jeu de mots avec « kiss my ass » (litt. « embrasse mon cul »). En français, l'expression est traduite par « suce ma hache », ce qui fait disparaître le jeu de mots mais renforce l'aspect phallique de l'arme.

## Adaptations

### Romans
Deux romans de Steven Savile, Sláine: the Exile et Sláine: the Defiler, sont parus chez Black Flame en 2006 et 2007 respectivement. Des adaptations en français sont parues aux éditions Eclipse en avril 2011 et en septembre 2011, sous les titres Sláine, l'Exilé et Sláine, le fléau.
En 1986, Pat Mills lance sous la houlette de 2000 AD un magazine d'histoire dont vous êtes le héros, Dice Man, dont il sera le scénariste pour pratiquement toutes les histoires. Sláine aura droit à 3 histoires durant les 5 numéros qu'a duré le magazine. Deux de ces histoires ont été traduites en français dans le magazine consacré aux jeux de rôle, Chroniques d’Outre-monde :
- Vous êtes Sláine dans le Chaudron de sang, avec David Lloyd, dans Chroniques d’Outre-monde no 1 (1986)
- Vous êtes Sláine dans le Cadavre du dragon, avec Nik Williams, dans Chroniques d’Outre-monde no 4 (1987)

La première histoire a été de nouveau traduite et publiée par Nickel dans le recueil Tueur de Démon (2011).

### Jeux de rôle
Sláine a aussi donné naissance à deux jeux de rôle chez Mongoose Publishing. L'un est basé sur les règles du système D20, l'autre sur celles de RuneQuest II Édition OGL. Le second est la transposition du premier dans des nouvelles règles. La version du système D20 n'est plus éditée.
Tous les deux sont basés sur l'histoire et le monde de Sláine, mais Pat Mills n’est l’auteur d'aucun des deux.

### Jeu vidéo
Sláine est un jeu d'aventure graphique développé par Martech Games et édité par Creative Reality sur ZX Spectrum, Commodore 64 et Amstrad CPC en 1987. C'est une adaptation du comics Sláine,,.